# Daniele Sottile
Daniele Pasquale Sottile (Milazzo, 17 agosto 1979) è un pallavolista italiano, palleggiatore del Cuneo.

## Carriera
La carriera di Daniele Sottile inizia nella stagione 1996-97 nel VBC Cuneo, in Serie A1: con la squadra piemontese rimane legato per cinque stagioni, anche se nell'annata 1997-98 disputa con la squadra giovanile il campionato di Serie B1, vincendo una Coppa Italia, una Supercoppa italiana, la Coppa delle Coppe 1997-98 e la Supercoppa europea 1997; nello stesso periodo è impegnato nelle nazionali giovanili, aggiudicandosi con quella under 19 il campionato mondiale 1997.
Nella stagione 2000-01 passa alla Pallavolo Torino in Serie A2 con la quale vince la Coppa Italia di categoria: il 2 maggio 2001 fa il suo esordio in nazionale a Saint-Étienne, in una partita contro la Francia, aggiudicandosi nello stesso anno la medaglia d'argento alla World League; nella stagione successiva veste la maglia della Gabeca Montichiari in Serie A1.
Nell'annata 2002-03 torna nuovamente nella squadra di Cuneo, dove resta per altre due stagioni, vincendo un'altra Supercoppa italiana. Per il campionato 2004-05 veste la maglia della Callipo Sport di Vibo Valentia, mentre nella stagione 2006-07 si trasferisce all'Umbria Volley di Perugia.
Nella stagione 2007-08 viene ingaggiato dal BluVolley Verona, in Serie A2, con la quale al termine del campionato conquista la promozione in massima divisione, oltre alla Coppa Italia di Serie A2: con la squadra scaligera resta anche nelle due annate successive.
Nella stagione 2010-11 passa alla Top Volley di Latina, dove resta per cinque annate; nel 2015 con la nazionale vince la medaglia d'argento alla Coppa del Mondo e quella di bronzo al campionato europeo. Si trasferisce al Powervolley Milano nella stagione 2015-16, sempre in Superlega, per far poi ritorno poco dopo nuovamente al club pontino; con la nazionale conquista la medaglia d'argento ai Giochi della XXXI Olimpiade.
Per il campionato 2021-22 si accasa alla Lube, nella massima divisione, vincendo lo scudetto 2021-22, mentre per quello 2023-24 firma per il Cuneo, in Serie A2, dove, nella stagione successiva, ottiene la promozione in Superlega e la vittoria nella Supercoppa di categoria.

## Palmarès

### Club
- Campionato italiano: 1

2021-22
- Coppa Italia: 1

1998-99
- Supercoppa italiana: 2

1999, 2002
- Coppa Italia di Serie A2: 2

2000-01, 2007-08
- Supercoppa italiana di Serie A2: 1

2025
- Coppa delle Coppe: 1

1997-98
- Supercoppa europea: 1

1997

### Nazionale (competizioni minori)
- Campionato mondiale under 19 1997